# Calamus
```

```

Calamus је род тропских пузајућих лијана из породице палми (Arecaceae). Биљке из овог рода познате су и као ротанг или ратан палме.
Род Calamus чини око 400 врста које насељавају тропске кишне шуме Азије, Африке и Аустралије.

## Опис рода
Врсте из рода Calamus имају танко, гипко и јако дугачко стабло еволуцијски предодређено за пењање у највише спратове шума у потрази за светлошћу. Стабла ових врста палми достижу од 200 до 250 метара и убрајају се међу најдуже (највише) животне форме на Земљи. Просечна дебљина дрвенастог стабла је око 7 центиметара, а неретко стабло целе биљке може имати исту дебљину. Биљке се не гранају, а листови расту дуректно из стабла. Захваљујући закачкама које се развијају на врховима листова биљке из овог рода се пењу до врхова и највишег дрвећа. Тако палма Calamus rotang која расте у Азији и поред свог тек пар центиметара дебелог стабла, може да израсте и до 300 метара „пребацујући“ се са стабла на стабло.
Стабло има трослојну структуру и састављено је од релативно чврсте коре и чврстог језгра, а између та два слоја налази се слој релативно меког и порозног материјала кроз који се пружају проводне цевчице којима се вода и храњиве материје допремају до највиших делова биљке. Због велике влажности која влада у подручјима где расту ове биљке, њихова стабла су јако еластична и могу се савијати без пуцања и под оштрим угловима.

## Врсте
Род Каламус обухвата око 400 различитих врста, а неке од најзначајнијих међу њима су:
| - − филипински ратан | - |